# Изолда Баруџија
Изолда Баруџија Манојловић (Пула, 1963) некадашња је југословенска и српска поп певачица.

## Биографија
Током студија, у периоду од 1978. до 1982. певала је у студентском Хору Бранко Крсмановић, те као солиста у вокалној групи Поп полифонија. У истом периоду је наступала и у бројним телевизијским и радио емисијама, често уз пратњу Џез оркестра Радио Београда. Године 1982. заједно са Снежаном Мишковић и Снежаном Стаменковић оснива женски поп трио Аска који са песмом Хало, хало побеђује на Југовизији те године. Пар месеци касније Аске певају и на Песми Евровизије где освајају 14. место са 21. освојеним бодом. И наредне године бива делом југословенског евровизијског тима пошто са сестром Елеонором пева пратеће вокале Даниелу Поповићу у Минхену 1983. године. Свој трећи наступ на Евровизији имала је у Луксембургу 1984. где је заједно са Владом Калембером, тада фронтменом рок групе Сребрна крила, извела композицију Ciao аmore. Југословенски представници су заузели тек 18. место, а занимљиво је да је спот за песму својевремено забрањен у Турској пошто се Изолда у њему појавила у топлесу.
Након дуета са Калембером, Изолда и Елеонора заједнички граде музичку каријеру у двојцу Сестре Баруџија, те заједно наступају на бројним домаћим фестивалима, почев од Месама 1986. где су извеле песму Опет Београд, па до последњег заједничког наступа на Југовизији 1992. са песмом Хеј, хеј, врати се. Након тога заједно са будућим супругом Златком Манојловићем наступа у групи Вокс са којом објављује два албума — Стрела (1996) и Да ли знаш (1998. године).
Године 2001. заједно са супругом Златком одлази у Диселдорф где од 2009. предаје певање на Музичкој академији.

## Фестивали
Југословенски избор за Евросонг:
- Хало, хало (као чланица групе Аска), победничка песма, Љубљана '82
- Ћао аморе (дует са Владом Калембером), победничка песма, Скопље '84
- Хеј, хеј, врати се (дует са сестром Елеонором Баруџијом), једанаесто место, Београд '92

Евросонг:
- Хало, хало (као чланица групе Аска), четрнаесто место, '82
- Ћао аморе (дует са Владом Калембером), осамнаесто место, '84

Опатија:
- Срест ћемо се опет, друга награда публике, '84

Сплит:
- Са мном буди, '84
- Гондола (дует са сестром Елеонором Баруџијом), '86

Загреб:
- Која луда ноћ (дует са сестром Елеонором Баруџијом), '85

Цавтатфест:
- Лупкају капи (дует са сестром Елеонором Баруџијом), '86

МЕСАМ:
- Опет Београд (дует са сестром Елеонором Баруџијом), прва награда жирија и плакета СОКОЈ-а за најбоље дело у целини, '86
- Певају сви (дует са сестром Елеонором Баруџијом), '91
- Жељу пожелим (дует са сестром Елеонором Баруџијом), десето место, '94

Ваш шлагер сезоне, Сарајево:
- Слободна (дует са сестром Елеонором Баруџијом), '87